# Гаврики (Сумская область)
Гаврики (укр. Гаврики) — село,
Козельненский сельский совет,
Недригайловский район,
Сумская область,
Украина.
Код КОАТУУ — 5923582902. Население по переписи 2001 года составляло 6 человек .

## Географическое положение
Село Гаврики находится недалеко от истоков реки Ольшанка.
На расстоянии в 0,5 км расположено село Саево.
По селу протекает пересыхающий ручей с запрудой.